# Spiranthes aestivalis
Spiranthes aestivalis é uma espécie de orquídea pertencente ao gênero Spiranthes. É nativa do norte do Mediterrâneo.

## Descrição
Esta é uma das poucas espécies de orquídeas que florescem no outono. É muito característica sua inflorescência porque as flores, que são pequenas e de cor amarela, estão dispostas em uma espiral sobre a haste .
É uma das orquídeas mais raras de Portugal, sendo protegida por lei tanto no país como em vários outros países da Europa 

## Nome comum
Em castelhano é chamada de "Tranças de Menina" (Trenzas de Muchacha, no original) . Em Portugal, pode ser encontrada pelo nome de "Trança-de-dama-estival" 

## Sinonímia
- Ophrys aestiva Balb., Elenco 96 (1801), var. orto. basônimo [4]
- Neottia aestivalis (Poir.) DC. in Lam. & DC., Fl. Franç. ed. 3 3: 258 (1805).
- Tussacia aestivalis (Poir.) Desv., Fl. Anjou 90 (1827).
- Gyrostachys aestivalis (Poir.) Dumort., Fl. Belg. 134 (1827).
- Ophrys aestivalis (Poir.) in Lam., Encycl. 4: 567 (1798).